# Antlerita
L'antlerita és un mineral de la classe dels sulfats. William F. Hillebrand li va posar el nom l'any 1889 per la seva localitat tipus, la mina Antler (Arizona, Estats Units). És un mineral menys comú que la brochantita, visualment similar, amb la qual està relacionada.

## Característiques
L'antlerita és un sulfat de coure hidratat de color verd amb fórmula Cu₃(SO₄)(OH)₄. Es pot trobar amb cristalls fibrosos, tabular o acicular, amb lluentor vítria. És químicament i òpticament similar en molts aspectes a altres minerals de coure, com ara la malaquita i la brochantita, tot i que es pot distingir de les anteriors per una falta d'efervescència en àcid clorhídric.
Segons la classificació de Nickel-Strunz, l'antlerita pertany a «07.BB: Sulfats (selenats, etc.) amb anions addicionals, sense H₂O, amb cations de mida mitjana» juntament amb els següents minerals: caminita, hauckita, dolerofanita, brochantita, vergasovaita, klebelsbergita, schuetteita, paraotwayita, xocomecatlita, pauflerita i grandviewita.

## Formació
És un mineral secundari que es troba a les zones oxidades de dipòsits de coure en regions àrides. L'antlerita era considerada com un mineral rar, però ha resultat ser el mineral primari de les zones oxidades en diverses mines de coure a tot el món, incloent la mina Chuquicamata a Xile, i la mina Antler a Arizona, Estats Units. A Catalunya ha estat trobada a la pedrera Berta, a Sant Cugat del Vallès-El Papiol (Vallès Oriental, Barcelona), a la mina Eugènia, a Bellmunt del Priorat (Priorat, Tarragona) i a la mina «Iris 18» d'Escornalbou, a Riudecanyes (Baix Camp, Tarragona).

## Varietats
La vernadskita és l'única varietat coneguda d'antlerita. Inicialment va ser considerada com un nou mineral, però més tard es va demostrar que era un pseudomorf d'antlerita després de dolerofanita. El nom prové del geoquímic rus Vladimir Ivanovich Vernadsky (1863-1945).